# Amber Tamblyn
Amber Rose Tamblyn (Santa Monica, 14 maggio 1983) è un'attrice e scrittrice statunitense.

## Biografia
Amber è nata il 14 maggio 1983 a Santa Monica. È la figlia degli attori Russ Tamblyn e Bonnie Margaret Murray. È nota soprattutto per aver recitato da protagonista nella serie TV Joan of Arcadia, Joan Girardi, ma ha partecipato anche a diversi film. A partire dalla settima stagione entra a far parte dello staff della serie Dr. House - Medical Division, nel ruolo di Martha Masters. Ha anche recitato nei film 4 amiche e un paio di jeans, The Grudge 2 e 4 amiche e un paio di jeans 2. Prende parte alle ultime due stagioni della serie televisiva Due uomini e mezzo, interpretando Jenny, la figlia di Charlie Harper. È anche apparsa nel video French Made delle Plastiscines.
Amber Tamblyn è, fin da bambina, anche una poetessa. Nel suo ultimo libro di poesie, Dark Sparkler (2015), dedicato alle attrici di ogni tempo morte giovani, sono citate due attrici italiane: Vincenza Armani, protoattrice del '500, e Paola Pezzaglia, interprete teatrale e del cinema muto, vissuta tra l'Ottocento e il Novecento.

## Vita privata
Il 6 ottobre 2012 ha sposato l'attore David Cross, con cui aveva una relazione dal 2008 e da cui ha avuto una figlia, Marlow Alice Cross, nata il 15 febbraio 2017.
Insieme ad America Ferrera e Alexis Bledel è madrina di James Reynolds, figlia di Blake Lively e Ryan Reynolds.

## Filmografia

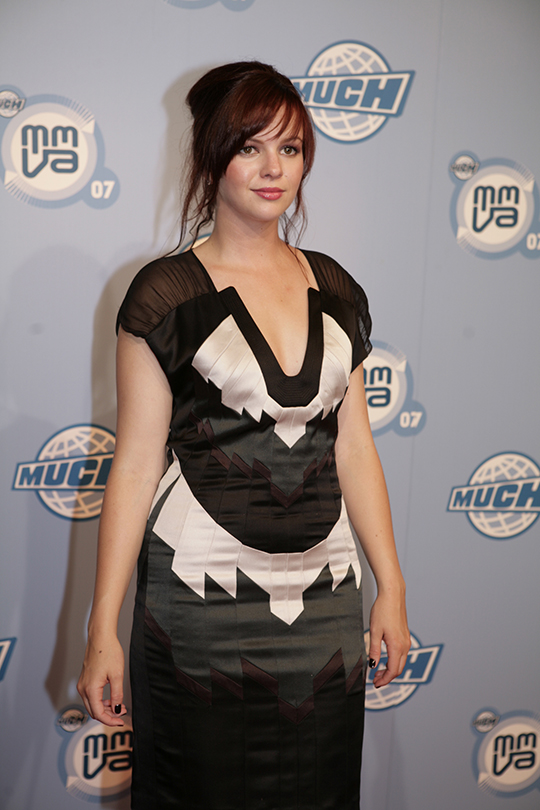
Amber Tamblyn ai MuchMusic Video Awards 2007

### Cinema
- Rebellious, regia di Bernie Pock (1995)
- Live Nude Girls, regia di Julianna Lavin (1995)
- Il piccolo Mago dei Misteri, regia di Jeff Burr (1996)
- The Ring, regia di Gore Verbinski (2002)
- Ten Minutes Older: The Trumpet, regia di Kaige Chen (2002)
- 4 amiche e un paio di jeans (The Sisterhood of the Traveling Pants), regia di Ken Kwapis (2005)
- The Grudge 2, regia di Takashi Shimizu (2006)
- Stephanie Daley, regia di Hilary Brougher (2006)
- Spiral, regia di Adam Green e Joel Moore (2007)
- Normal Adolescent Behavior, regia di Beth Schacter (2007)
- Blackout, regia di Rigoberto Castañeda (2007)
- 4 amiche e un paio di jeans 2 (The Sisterhood of the Traveling Pants 2), regia di Sanaa Hamri (2008)
- Spring Breakdown, regia di Ryan Shiraki (2009)
- Un alibi perfetto (Beyond a Reasonable Doubt), regia di Peter Hyams (2009)
- Main St. - L'uomo del futuro (Main Street), regia di John Doyle (2010)
- 127 ore (127 Hours), regia di Danny Boyle (2010)
- Django Unchained, regia di Quentin Tarantino (2012) - cameo
- X/Y, regia di Ryan Piers Williams (2014)
- Bastardi insensibili (The Heyday of the Insensitive Bastards), registi vari (2015)
- La festa delle fidanzate (Girlfriend's Day), regia di Michael Stephenson (2017)
- Nostalgia, regia di Mark Pellington (2018)

### Televisione
- General Hospital – serial TV, 7 puntate (1995-2001)
- Buffy l'ammazzavampiri (Buffy the Vampire Slayer) – serie TV, episodio 6x06 (2001)
- Boston Public – serie TV, episodio 2x10 (2002)
- Prep, regia di Chad Fiveash – episodio pilota scartato (2002)
- The Twilight Zone – serie TV, episodio 1x01 (2002)
- CSI: Miami – serie TV, episodio 1x11 (2002)
- Senza traccia (Without a Trace) – serie TV, episodio 1x16 (2003)
- Joan of Arcadia – serie TV, 45 episodi (2003-2005)
- Babylon Fields, regia di Michael Cuesta – film TV (2007)
- The Russell Girl - Una vita al bivio (The Russell Girl), regia di Jeff Bleckner – film TV (2008)
- The Unusuals - I soliti sospetti (The Unusuals) – serie TV, 10 episodi (2009)
- Dr. House - Medical Division (House, M.D.) – serie TV, 15 episodi (2010-2012)
- The Quinn-tuplets, regia di Mimi Leder – episodio pilota scartato (2010)
- The Increasingly Poor Decisions of Todd Margaret – serie TV, 5 episodi (2011-2012)
- Portlandia – serie TV, episodio 2x06 (2012)
- Due uomini e mezzo (Two and a Half Men) – serie TV, 24 episodi (2013-2015)
- Community – serie TV, episodio 5x13 (2014)
- Y - L'ultimo uomo (Y: The Last Man) – serie TV, 8 episodi (2021)

### Doppiatrice
- I'm Still Here: Real Diaries of Young People Who Lived During the Holocaust, regia di Lauren Lazin - documentario (2005)
- Metalocalypse - serie TV, episodio 4x01 (2012)

## Riconoscimenti
- 1999 – Young Star Award
  - Nomination – For Best Performance by a Young Actress in a Daytime TV Program, per General Hospital
- 2000 – Young Star Award
  - Vinto – For Best Young Actress/Performance in a Daytime TV Series per General Hospital
- 2000 – Soap Opera Digest Awards
  - Nomination – For Favorite Teen Star per General Hospital
- 2001 – Soap Opera Digest Awards
  - Nomination – For Outstanding Younger Lead Actress per General Hospital
- 2004 – Golden Globe
  - Nomination – Miglior attrice (Serie TV – Dramma) per Joan of Arcadia
- 2004 – Emmy Awards
  - Nomination – Miglior attrice protagonista in una serie drammatica per Joan of Arcadia
- 2005 – Teen Choice Awards
  - Nomination For Choice Movie Actress: Drama, per 4 amiche e un paio di jeans
- 2006 – Festival di Locarno
  - Vinto Per la miglior interpretazione femminile per Stephanie Daley
- 2007 – Independent Spirit Awards
  - Nomination – Migliore attrice non protagonista per Stephanie Daley
  - 2007 – Teen Choice Award
  - Nomination – For Choice Movie Actress: Horror/Thriller, per The Grudge 2

## Doppiatrici italiane
Nelle versioni in italiano dei suoi film, Amber Tamblyn è stata doppiata da:
- Alessia Amendola in Joan of Arcadia, 4 amiche e un paio di jeans 2, Ten Minutes Older: The Trumpet, Il piccolo Mago dei Misteri, Due uomini e mezzo, The Russell Girl - Una vita al bivio
- Perla Liberatori in The Grudge 2, 4 amiche e un paio di jeans
- Domitilla D'Amico in Un alibi perfetto, Senza traccia
- Letizia Scifoni in 127 ore, CSI: Miami
- Monica Vulcano in The Ring, Boston Public
- Francesca Fiorentini in The Unusuals - I soliti sospetti
- Sabine Cerullo in Main St. - L'uomo del futuro
- Letizia Ciampa in Dr. House - Medical Division
- Gilberta Crispino in Buffy l'ammazzavampiri
- Emanuela D'Amico in General Hospital
- Veronica Puccio in Spring Breakdown
- Roberta Maraini ne La festa delle fidanzate
- Eleonora Reti in A dire il vero